# Æresporten
Æresporten er en dokumentarfilm instrueret af Lennart Steen efter manuskript af samme.

## Handling
Registrering af hvordan beboerne i den midtsjællandske landsby Orup ved Tybjerg forbereder og gennemfører rejsningen af en æresport i anledning af et sølvbryllup. Filmen er lavet til videnskabelige studieformål.